# Marie Krøyer (film)
Pour plus de détails, voir Fiche technique et Distribution.
Marie Krøyer est un film danois réalisé par Bille August, sorti en 2012.

## Synopsis
La vie de la peintre Marie Krøyer.

## Fiche technique
- Titre : Marie Krøyer
- Réalisation : Bille August
- Scénario : Peter Asmussen d'après le livre Balladen om Marie d'Anastassia Arnold
- Musique : Stefan Nilsson
- Photographie : Dirk Brüel
- Montage : Gerd Tjur
- Production : Signe Leick Jensen et Karin Trolle
- Société de production : Film i Väst et SF Film
- Pays de production :  Danemark et  Suède
- Genre : Biopic et drame
- Durée : 102 minutes
- Date de sortie : 
  - Danemark : 27 septembre 2012

## Distribution
- Birgitte Hjort Sørensen : Marie Krøyer
- Søren Sætter-Lassen : P. S. « Søren » Krøyer
- Sverrir Gudnason : Hugo Alfvén
- Lene Maria Christensen : Anna Norrie
- Tommy Kenter : l'avocat Lachmann
- Nanna Buhl Andresen : Henny Brodersen
- Vera Torpp Larsson : Vibeke Krøyer
- Kurt Dreyer : le docteur Muus
- Anders Gjellerup Koch : le docteur Lange

## Distinctions
Le film a été nommé pour 6 Roberts et a par ailleurs reçu le  Bodil du meilleur acteur dans un second rôle pour Tommy Kenter.